# نیکولا سندرز
نیکولا سندرز (انگلیسی: Nicola Sanders؛ زادهٔ ۲۳ ژوئن ۱۹۸۲) دونده دو سرعت زن اهل بریتانیا است.